# 35.° aniversario de Super Mario Bros.
El 35.° aniversario de Super Mario Bros. fue una celebración continua de la franquicia de Super Mario desde sus inicios con Super Mario Bros. en 1985. Nintendo pasó por múltiples vías diferentes para celebrar la franquicia, incluidos videojuegos, juguetes, ropa y eventos. El primer juego de Mario que se lanzó en 2020 fue Paper Mario: The Origami King, que se lanzó el 17 de julio. En el Nintendo Direct de septiembre, se reveló Super Mario 3D All-Stars (título recopilatorio con Super Mario 64, Super Mario Sunshine y Super Mario Galaxy), Mario Kart Live: Home Circuit, Super Mario 3D World + Bowser's Fury y Game & Watch: Super Mario Bros., entre otros.

## Historia
La celebración del aniversario comenzó extraoficialmente el 10 de marzo de 2020, cuando Nintendo y The Lego Group provocaron una asociación colaborativa en Twitter con un video corto de una figura de Mario con una pantalla LED, bajo el nombre de Lego Super Mario. El 12 de marzo, se lanzó un tráiler en la cuenta de Lego YouTube, que muestra múltiples juegos interactivos basados en temas de niveles en la franquicia Super Mario.
Los rumores de una gran celebración por el aniversario de la serie comenzaron a fines de marzo de 2020, cuando Video Games Chronicle informó por primera vez sobre una supuesta filtración de información privilegiada sobre los próximos juegos de Mario, incluidos los juegos de Mario en 3D remasterizados, bajo el lema Super Mario Bros. 35° Aniversario. A esto le siguieron más informes de VentureBeat, Gematsu y Eurogamer que confirmaron dicha información Entonces se creyó que la celebración del aniversario debía comenzar a mediados de abril de 2020, debido a ciertas fechas que se encuentran en el sitio web oficial. Otros informes afirmaron que el aniversario sería el foco principal de la presentación de Nintendo en el E3 2020. Sin embargo, estos planes probablemente se cambiaron debido a la pandemia de COVID-19, que pospuso la celebración hasta principios de septiembre de 2020. El evento también estaba destinado a vincularse con nuevos detalles que se revelarán para Super Nintendo World y The Super Mario Bros. Movie en asociación con Universal Pictures. Se descubrió más evidencia del evento del aniversario el 15 de julio, cuando los fanáticos descubrieron una cuenta oculta de Twitter para el 35° aniversario, que usaba la misma dirección de correo electrónico que otras cuentas oficiales de Nintendo. El 3 de septiembre de 2020, Nintendo lanzó una variante de sus Nintendo Directs titulada "Super Mario Bros. 35th Anniversary Direct". En este Direct, se revelaron muchos juegos que se lanzarían en los próximos meses, así como un resumen de productos de la marca Mario lanzados anteriormente a partir de 2020. El directo terminó con un montaje de la mayoría de los lanzamientos principales de Mario desde 1985, omitiendo Super Mario Bros.: The Lost Levels, Super Mario Land 2: 6 Golden Coins, Super Mario Galaxy 2, New Super Mario Bros. 2 y New Super Mario Bros. U. Después de que finalizó el directo, se anunció que la celebración duraría hasta el 31 de marzo de 2021.

## Juegos
El primer juego de Mario que se lanzó en 2020 fue Paper Mario: The Origami King, que se lanzó el 17 de julio. La información de un juego de Paper Mario para Nintendo Switch se filtró a Eurogamer a fines de marzo de 2020, incluida la información de que estaba destinado a ser revelado como parte del aniversario en el E3 2020. Sin embargo, debido a la pandemia de COVID-19, los anuncios se dividieron, y, en cambio, el juego se anunció el 14 de mayo.
En el Nintendo Direct de septiembre, se reveló que Super Mario All-Stars llegaría al servicio Nintendo Switch Online SNES, y se lanzó el 3 de septiembre; esto se rumoreaba aproximadamente una semana antes de la revelación. El próximo juego para celebrar el aniversario, Super Mario 3D All-Stars, se lanzó el 18 de septiembre de 2020. Es un título recopilatorio con Super Mario 64 de Nintendo 64, Super Mario Sunshine de Nintendo GameCube y Super Mario Galaxy de Wii, todos los cuales han sido remasterizados con gráficos HD, relación de aspecto y controles actualizados. Super Mario 3D All-Stars se rumoreaba por primera vez en marzo de 2020. También se anunció Super Mario Bros. 35, un battle royale basado en el original de 1985, y fue exclusivo del servicio Nintendo Switch Online. El juego involucra a 35 Marios compitiendo en los niveles de Super Mario Bros., hasta que el último Mario gane, se lanzó el 1 de octubre de 2020.
En el Direct de septiembre también reveló Mario Kart Live: Home Circuit, desarrollado por Velan Studios, que se lanzó el 16 de octubre de 2020. El concepto del juego involucra un juguete que representa a Mario o Luigi en un kart teledirigido, donde el jugador puede dibujar un mapa usando el kart y cuatro aros. Luego, el jugador puede competir con oponentes en el juego que son los Koopalings usando realidad aumentada. El juego viene en dos versiones, una versión de Mario o una versión de Luigi, las cuales vienen con un cable de carga, señales de flechas y puertas de carrera. Game & Watch: Super Mario Bros., una compilación de edición limitada de la consola portátil Game & Watch que se lanzó el 13 de noviembre de 2020. El juego está compilado con Super Mario Bros., Super Mario Bros. The Lost Levels y una versión actualizada del primer título de Game & Watch Ball, que reemplaza al personaje original con Mario. También se dijo que contenía 35 huevos de Pascua ocultos, en referencia al aniversario. La computadora de mano en sí se basa en una computadora de mano Widescreen Game & Watch modificada con un d-pad y una pantalla LCD a todo color. Super Mario 3D All-Stars, Super Mario Bros. 35 y Game & Watch: Super Mario Bros. estuvieron disponibles por tiempo limitado hasta el 31 de marzo de 2021.
Finalmente, un port del juego de Wii U Super Mario 3D World, titulado Super Mario 3D World + Bowser's Fury, se lanzó el 12 de febrero de 2021. El juego incluye una mayor velocidad de juego, cooperativo en línea, compatibilidad con amiibo y la adición del modo de juego Bowser's Fury, que presenta un nuevo mapa de mundo abierto y una nueva historia.

## Merchandise

### Lego
En marzo de 2020, se reveló que Nintendo unió fuerzas con The Lego Group para traer un nuevo tema de Lego para celebrar el aniversario, titulado Lego Super Mario. Este tema es una combinación de un videojuego y un set de Lego, con una figura electrónica de Mario que puede interactuar con códigos de barras en estructuras que se asemejan a características de Mario como tuberías y bloques ?, que pueden hacer efectos de sonido, en niveles lineales de estilo Super Mario. En total, el tema de Lego tiene 11 sets, 4 paquetes de relacionados con los cambios cosméticos de la figura de Mario, y una colección de bolsas ciegas de 10 enemigos de Mario. Fue lanzado el 1 de agosto de 2020.
Se reveló más información de Lego en julio de 2020, cuando Nintendo presentó un sistema de entretenimiento de Nintendo de Lego en miniatura y una réplica de TV CRT, que mostraba a Super Mario Bros. Aunque no está asociado con el tema de Lego Super Mario, el set puede interactuar con él. Al tener la figura de Mario en la parte superior del televisor, puede producir efectos de sonido. Este set también se lanzó el 1 de agosto.

### Ropa
En abril de 2020, tanto Uniqlo como Levi anuncian una gama de ropa con la marca Mario. Uniqlo reveló una línea de camisetas con Mario en ellas, una camiseta notable que es una línea de tiempo de los juegos principales de Mario. Levi, agregó una amplia selección de ropa que incluye sombreros, monos, blusas y sudaderas con capucha, todas con dibujos de personajes de Super Mario. Durante el Direct, Nintendo anunció dos marcas de ropa más que estaban colaborando, Black Milk, que fabrica ropa para mujeres, lanzada el 6 de octubre de 2020, y Puma, que lanzó zapatillas de baloncesto con la marca Iconografía de Super Mario 64, Sunshine y Galaxy.

### Juguetes
Hasbro comenzó a colaborar con Nintendo, y sus planes se revelaron en julio de 2020 y se lanzaron el mes siguiente. Estos planes resultaron ser juegos de mesa de Jenga y Monopoly con el tema de Mario, con trucos únicos al estilo de Mario. Otra compañía involucrada en la colaboración fue Jakks Pacific, que vendió múltiples figuras de personajes de Mario durante todo el año, tanto nuevas como antiguas. Una de las figuras era una figura de Mario de 30 centímetros de alto, equipada con efectos de sonido y música. Cuando se anunció Super Mario 3D World + Bowser's Fury, se publicó información adicional fuera del Direct, revelando que el juego se lanzaría junto con los amiibo de Cat Mario y Cat Peach.

### Otro
Después del Direct, la tienda de Nintendo comenzó a vender una amplia gama de productos, incluidos peluches, tazas y ropa. Además, en el servicio My Nintendo, los miembros podían realizar misiones a cambio de recompensas, incluido un conjunto de pines de diferentes juegos de Mario. En agosto de 2020, Nintendo presentó dos controladores con cable de edición especial con diseños de Mario. Uno es rojo y dorado y el otro es una representación del Castillo de Peach. Varios minoristas ofrecieron bonificaciones por pedido anticipado para Super Mario 3D All-Stars. Black Screen Records un álbum de Super Mario 64 en disco de vinilo  titulado "Hang on to Your Hats" para la banda de videojuegos Jazz Orchestra.

## Acontecimientos

### En el mundo

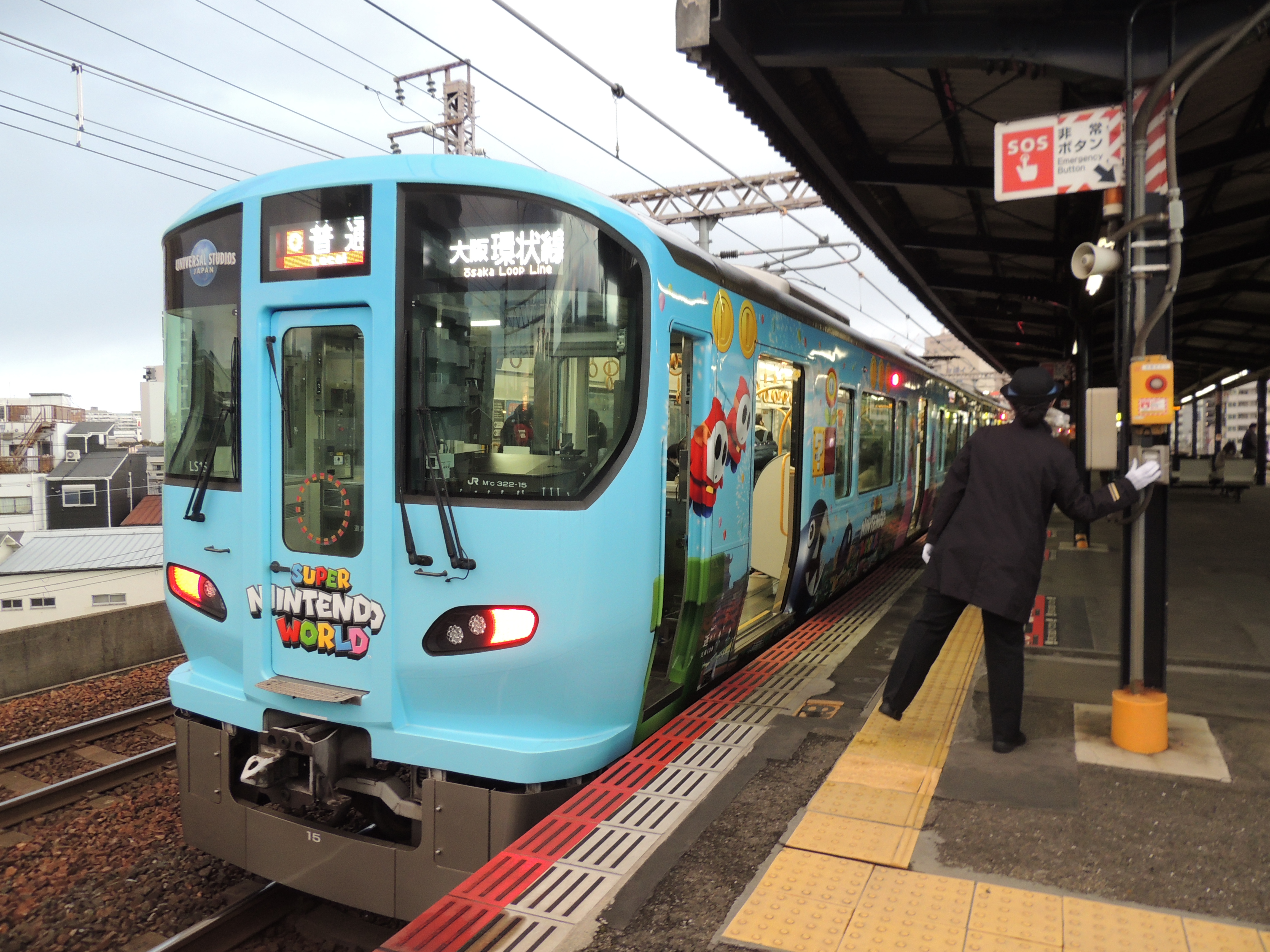
Un JR-West Serie 323 anunciando Super Nintendo World en Universal Studios Japan.

Originalmente, Super Nintendo World en Universal Studios Japan iba a estar abierto al público a principios de 2020, junto con los Juegos Olímpicos de Verano de Tokio 2020 y para celebrar el aniversario. Sin embargo, debido a la pandemia de COVID-19 en Japón, ambos eventos se pospusieron hasta 2021. La construcción de la versión Universal Hollywood del parque comenzó en agosto de 2020. Nintendo reabrió su tienda en Nueva York, después del bloqueo y las protestas en el país, y lanzó más productos de Super Mario. El día del aniversario, el 13 de septiembre, Nintendo lanzó dos sitios web para Super Mario Bros. y Super Mario Bros. The Lost Levels en Japón. Estos estaban destinados a rendir homenaje a estos juegos y permitir que las personas vean una descripción general de los juegos, así como descargar los manuales de instrucciones originales. En Japón, Nintendo encargó animaciones especiales de Mario para los trenes JR East. Estas animaciones son para preguntas de trivia aleatorias semanales, que rotan cada lunes. El 30 de septiembre, Cold Stone Creamery anunció una asociación con Nintendo, que se extenderá hasta el 15 de diciembre de 2020.

### En juegos
Muchos otros juegos de Nintendo contaron con eventos dentro del juego, todos relacionados con el aniversario de Super Mario. Animal Crossing: New Horizons recibió artículos de Super Mario en marzo de 2021, Splatoon 2 albergó un splatfest para "Super Mushrooms vs. Invincibility Stars "en enero de 2021, Mario Kart Tour lanzó dos nuevos personajes en forma de Mario y Donkey Kong Jr. en sus sprites originales de 16 bits de Super Mario Kart, Super Smash Bros. Ultimate albergó un torneo temático de Super Mario, así como un evento espiritual de Origami King, y Super Mario Maker 2 albergó speedruns especiales de Ninji.